# Jakub Lakoba
Jakub Lakoba, född den 2 augusti 1949 i Afon Tjyts, död den 9 juli 2022 i Suchumi, var partiledare för det abchaziska folkpartiet. Lakoba var en av fem presidentkandidater i det val som den 3 oktober 2004 ägde rum i utbrytarrepubliken Abchazien. Sedan Högsta domstolen underkänt det officiella valresultatet, enligt vilket Sergej Bagapsj skulle ha valts, hölls ett nyval den 12 januari 2005. Jakub Lakoba var då huvudmotståndare till Bagapsj. I valet fick Lakoba 4,7 procent och Bagapsj 91,54 procent av rösterna.